# Kesmat Wkhayen
Kesmat Wkhayen (arabe : قسمة وخيان) est une sitcom tunisienne de quatorze épisodes de 20 minutes qui est diffusée durant le ramadan 2019 sur El Hiwar El Tounsi.

## Synopsis
Après la mort de leur père, Toutou tente d'exclure son demi-frère Hafnaoui de ses droits légaux au patrimoine.

## Distribution
- Bassem Hamraoui : Hafnaoui Bou Fahja
- Karim Gharbi : Taoufik Rmiza alias Toutou
- Ahlem Fekih[3] : Warda
- Zied El Mekki : Mamdouh
- Moez Toumi : Saleh
- Sonia Meddeb : Beya Rmiza
- Maram Ben Aziza : Amira Rmiza
- Ayman Hamid : Apeu
- Ridha Boukadida : Baba Abass
- Aïcha Fehri : Yasmine
- Sameh Sankari : Madiha
- Fethi Mekkaoui : Si Nabil
- Kalthoum Handous : Aziza
- Raoua Jemli : Nesrine
- Noureddine Mhadheb : Boukhris
- Beya Zardi
- Malek Meddeb
- Wassim Meddeb
- Khaled Sbaai
- Mohamed Sayari : Abdallah Rmiza
- Hamza Belloumi : Hamza Belloumi
- Emna Ben Rejeb : invité de la fête
- Ahmed Laabidi : Kafon
- Ellyes Mesaad : manager du casino
- Houssem Sahli : Jamel
- Hédi Zaiem (ar) : Hédi Zaiem
- Fatma Bartalkselli
- Mustapha Dellagi
- Khaled El Ghanfi
- Nabil Hamami
- Aliaa Hamdia
- Rayen Karoui
- Sandra Kasbaoui
- Adel Ouelhazi
- Youssef Sidaoui

## Fiche technique
- Titre original : قسمة وخيان
- Translittération : Kesmat Wkhayen
- Réalisation : Sami Fehri
- Assistant réalisateur : Mohamed Ali Kammoun et Nesrine Ben Matti et Mohamed Cherif Abu Musab
- Scénario : Sami Fehri et Emna Ben Chladia
- Décors : Sana Achiche et Narjes Ben Zayed
- Maquillage : Nader Allouche et Chaima El Majeri
- Costumes : Nabila Cherif et Hajer Ouerghi
- Montage : Khalil Mosbah
- Cinématographie : Nizar Namouchi
- Musique : Mehdi Mouelhi
- Production : Fadhel Ben Ammar et Hsan Ben Brahim
- Pays d'origine :  Tunisie
- Langue originale : arabe tunisien
- Format : couleur
- Genre : sitcom
- Durée : 20 minutes[4]